# Chiropteromyza wegelii
Chiropteromyza wegelii är en tvåvingeart som beskrevs av Frey 1952. Chiropteromyza wegelii ingår i släktet Chiropteromyza, och familjen Chiropteromyzidae. Arten är reproducerande i Sverige.